# باول مودي
باول مودي (بالإنجليزية: Paul Moody)‏ (13 يونيو 1967 في المملكة المتحدة - ) هو لاعب كرة قدم بريطاني في مركز الهجوم. لعب مع أكسفورد يونايتد ونادي ريدنغ ونادي ساوثهامبتون ونادي فولهام ونادي ميلوول وهافانت أند ووترلوفيل ونادي ألدرشوت تاون ونادي فارم تاون وGosport Borough F.C. ‏.

## وصلات خارجية
- باول مودي على موقع قاعدة بيانات كرة القدم.إي يو (الإنجليزية)
- باول مودي على موقع Soccerbase.com (لاعب) (الإنجليزية)
- باول مودي على موقع عالم كرة القدم.نت (الإنجليزية)